# ОКГ-40 «Искра»
Первый советский подствольный дульнозарядный гранатомёт «ОКГ-40» был разработан в 1965 году коллективом инженеров Тульского ЦКИБ СОО под руководством В. В. Ребрикова.

## Описание
Крепление гранатомёта на автомат АКМ осуществлялось на узле крепления штык-ножа.
«Искра» задумывалась для накрытия навесным огнём интервала 50-400 м — от максимального броска ручной гранаты до минимальной дальности стрельбы из миномёта. Таким требованиям не удовлетворял и американский М79.
Для «Искры» была разработана «невозмущающая» подвеска на АКМ, исключающая влияние подствольного гранатомёта на бой самого автомата.
У «Искры» и АКМ дульные срезы были на одном уровне, что помогало контролировать положение оружия при стрельбе, скажем, из амбразур, а главное, не мешало вести огонь надкалиберными боеприпасами.
В «Искре» имелось крановое устройство для выпуска части пороховых газов при стрельбе полным зарядом с углами возвышения 80-85 градусов. При сбросе газов начальная скорость гранаты уменьшалась до 55 м/с, что позволяло вести навесной огонь на расстояниях 60-80 м.
Главным преимуществом «Искры» перед «Костром», «Обувкой» было то, что ОКВ-40 пробивал под прямым углом лист брони толщиной 50 мм, оставляя в нём входное отверстие 18×15 мм и выходное 9×7 мм, а в 30-мм броне соответственно 33×24 мм и 14×10 мм. Однако результаты испытаний также показали, что гранаты ОКВ-40 при стрельбе по 30-мм бронеплите под углом 45 градусов по нормали обеспечивают только 33-57 % пробитий.
В 1970 году работы по проекту «Искра», были прекращены. Подствольный гранатомёт «Искра», так и не был принят на вооружение. Тем не менее, его можно считать не только первым отечественным гранатомётом, но и первым подствольным гранатомётом в мире.